# 比藏西 (埃纳省)
比藏西（法語：Buzancy，法語發音：[byzɑ̃si]）是法国上法蘭西大區埃纳省的一个市镇，属于苏瓦松区。

## 地理
比藏西（49°18'49"N, 3°20'52"E）面积4.75 平方千米，位于法国上法蘭西大區埃纳省，该省份为法国北部内陆省份，北起北部省，西接索姆省和瓦兹省，东临阿登省和马恩省，西南至塞纳-马恩省，东北部与比利时接壤。
与比藏西接壤的市镇（或旧市镇、城区）包括：沙克里斯、阿尔泰讷和托、克里斯河畔罗济耶尔、维勒蒙图瓦尔、贝尔努瓦堡。

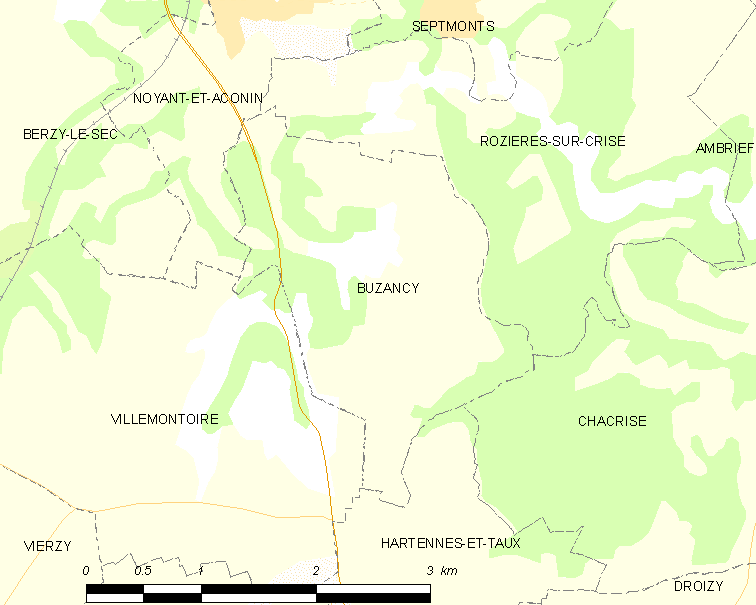
的OSM定位图

比藏西的时区为UTC+01:00、UTC+02:00（夏令时）。

## 行政
比藏西的邮政编码为02200，INSEE市镇编码为02138。

## 政治
比藏西所属的省级选区为维莱科特雷县。

## 人口

1962-2008年间人口变化图示

比藏西于2022年1月1日时的人口数量为183人。